# Monta Kroma
Monta Kroma z domu Apse (ur. 27 lutego 1919 w Jełgawie, zm. 25 lipca 1994 w Rydze) – łotewska poetka i pisarka.

## Życiorys
Monta Apse urodziła się 27 lutego 1919 r. w Jełgawie, w czasie łotewskiej wojny o niepodległość. Jej ojciec był krawcem. Wkrótce po przeprowadzce do Rygi, w 1920 r. zmarł. Matka zmarła w 1938 r., a Montą zaopiekowała się rodzina jej koleżanki z klasy o lewicowych poglądach politycznych.
Pierwszy wiersz Paēnā puķes un bērziņi dzīvo... został opublikowany w 1934 r. w gazecie „Jaunākās Ziņas”. W 1938 r. ukończyła szkołę średnią i rozpoczęła pracę w laboratorium chemicznym, a następnie jako kasjer autobusowy. W tym samym czasie aktywnie uczestniczyła w życiu środowisk komunistycznych. Poślubiła komunistę Karlisa Kroma, a krótko przed okupacją Łotwy w lutym 1940 r. została przyjęta do Komunistycznej Partii Łotwy. W 1941 r. zgłosiła się na ochotnika do Armii Czerwonej na terytorium Łotwy i służyła jako sanitariuszka. W latach 1944–45 przebywała w Moskwie, gdzie ukończyła kurs dziennikarstwa.
Po powrocie do Rygi pracował w gazecie „Cīņa” (1945–1950) i studiowała w dwuletniej szkole partyjnej Łotewskiej SRR (1950–1952). W 1947 r. została członkiem Związku Pisarzy Łotewskiej SRR. W latach 1952–1953 pracowała w magazynie „Padomju Latvijas Sieviete”. W latach 1959–1963 studiowała na Uniwersytecie Łotewskim, a w 1963 r. ukończyła wyższe kursy literackie w Moskwie. W latach 1962–1968 pracowała w czasopiśmie „Draugs”, w latach 1968-1974 była redaktorem w wydawnictwie „Liesma”.
Jej wczesna twórczość literacka osadzona była w estetyce realizmu socjalistycznego, jednak w latach 60. Kroma zmieniła stylistykę, stając się dość radykalną poetką i błyskotliwą modernistką, której poetyka różniła się od głównego nurtu zarówno tematem, jak i formą. Głównymi tematami jej poezji były kobieca emocjonalność i życie miejskie.

## Wybrane działa
- Svinīgais solījums, 1947
- Tev, 1950
- Neskarto zemju plašumos, 1956
- Tālo apvāršņu zemē, 1959
- Tuvplānā, 1966
- Lūpas. Tu. Lūpas. Es, 1970
- Skaņas nospiedums, 1975
- Refrēni, 1979
- Stāvā jūra, 1982
- Monta, 1985
- Citi veidi, 1988